# فلسفه فرهنگ
فلسفهٔ فرهنگ، یکی از گرایش‌های نسبتاً جدید در حوزه فلسفه است؛ هر چند همگرایی این دو، می‌تواند ما را به شناخت فرهنگ باستانی و فرهنگ معاصر، رهنمون سازد. فلسفه فرهنگ، عناصر و مواد اندیشه و پژوهش خود را از سویی با رجوع به فیلسوفان بزرگ و از سوی دیگر از حوزه مطالعات و پژوهش‌های علوم انسانی و حتی علوم طبیعی فراهم کرده‌است. فلسفه تاریخ، انسان‌شناسی فلسفی، جامعه‌شناسی، روان‌شناسی، زیست‌شناسی و انسان‌شناسی فرهنگی هر کدام به نحوی بستر تأملات در زمینه فلسفه فرهنگ را ارائه کرده‌اند. تحولات جهانی در سه دهه اخیر و اهمیت یافتن هر چه بیشتر تلاقی‌های فرهنگی و تکثر فرهنگ‌ها باعث توجه بیشتر به موضوع فرهنگ در فلسفه شده‌است.

## فلسفه فرهنگ در ایران
محمدحسین طباطبایی، رضا داوری و علی‌اصغر مصلح از پژوهشگران معاصر فلسفه فرهنگ در ایران هستند. در حال حاضر «فلسفه فرهنگ» به عنوان یک درس اختیاری در گروه فلسفه دانشگاه علامه طباطبایی تدریس می‌شود.